# USS Wichita (LCS-13)
El USS Wichita (LCS-13) de la Armada de los Estados Unidos es un buque de combate litoral de la clase Freedom. Fue colocada su quilla en 2015, botado en 2016 y asignado en 2019. Su nombre honra a Wichita, ciudad de Kansas. Será descomisionado en 2023.

## Historia
Fue puesto en gradas por el Fincantieri Marinette Marine de Marinette, Wisconsin; el 9 de febrero de 2015; bautizado y botado el 17 de septiembre de 2016; y comisionado el 12 de enero de 2019 en la Mayport Naval Station, Florida. Su destino es el LCS Squadron 2 en Mayport Naval Station.
En 2022 la marina anunció la baja de todos los LCS de la clase Freedom en 2023, incluyendo al Wichita.